# Si'at smol
Si'at smol (hebrejsky: סיעת שמאל, doslova Levá frakce) je bývalá izraelská politická strana existující v letech 1952–1954.

## Okolnosti vzniku a ideologie strany
Strana byla založena 20. února 1952 během funkčního období Knesetu zvoleného ve volbách roku 1951, kdy se v důsledku odlišného hodnocení politických procesů s lidmi okolo Rudolfa Slánského probíhajícího tehdy v Československu rozštěpila strana Mapam. V procesu, provázeném i antisemitskou rétorikou, byl postižen i vyslanec Mapamu v Československu Mordechaj Oren. Strana Mapam se kvůli tomuto vývoji posunula více do středu politického spektra a začala být kritičtější vůči extrémně levicovým názorům. Jistá část členů Mapam ale tento posun odmítla a stranu opustila. Byli to tehdejší poslanci Knesetu Moše Aram, Jisra'el Bar Jehuda, Jicchak Ben Aharon a Aharon Zisling, kteří ustavili novou stranu nazvanou Achdut ha-avoda - Poalej Cijon. Další skupina nespokojených poslanců Mapam (Chana Lamdan a David Livšic) založila stranu Frakce nezávislá na Achdut ha-avoda. Konečně tři poslanci Mapamu (Rostam Bastuni, Moše Sne a Adolf Berman) založili novou stranu nazvanou Levá frakce. Strana zanikla poté, co ji 1. listopadu 1954 opustil Rostam Bastuni (vrátil se do Mapam). Zbylí dva poslanci pak přestoupili do komunistické strany Maki.